# Vägsteklar
Vägsteklar (Pompilidae) är en insektsfamilj i ordningen steklar och omfattar över 4000 arter spridda över hela världen. Av dessa finns 63 i Sverige, varav 20 är rödlistade. Deras larver livnär sig ofta på spindlar.

## Kännetecken och levnadssätt
De kännetecknas av att halssköldens sidohörn når upp till eller nära vinglocken. De har en svart, sparsamt hårig kropp, som ofta har röda eller vita teckningar, samt långa och spensliga ben. Vägsteklarna är mycket rörliga djur, som älskar värme och solsken och inte visar sig vid mulet väder. Honorna matar sin avkomma genom att förse dem med proviant, som utgörs av spindlar. Dessa förlamar de med ett sting av sin gadd och släpar därefter in dem, vanligen gående baklänges, i den hålighet, som de antingen grävt i marken eller utvalt i murket trä eller liknande.
Den mycket vanliga arten svart murarvägstekel (Auplopus carbonarius) bygger själv på skyddade ställen små celler av lera för bytets förvaring. Vägsteklarna lägger endast en spindel i varje cell och väljer ofta en spindel som är lika stor som de själva. I de flesta fall fångas endast fullvuxna spindlar. Ibland äter honorna bytet själv medan hannar hämtar sin föda från blommor. Några arter fångar inte själv sitt byte, utan lägger sina ägg på spindlar, som andra vägsteklar fångat och förlamat.
Underfamiljen Pompilinae omfattar över hälften av alla vägsteklar och omfattar både de största och de allmännaste arterna. Deras honor är vanligen försedda med grävborst på framfötterna, och de flesta gräver sina bon i lös sand, men några arter lägger i likhet med andra släkten sina ägg på andra arters byte. Ett släkte uppsöker spindlarna i deras bon, förlamar dem där och belägger dem med sina ägg. Några arter gräver aldrig, utan tar i bruk redan förut färdiga håligheter, som maskhål i stubbar, stockar och bark eller vittringshål i gamla murar. Själva ingången brukar stängas med barr- och växtavfall. I tropikerna förekommer jättestora vägsteklar och i Amerika finns arter som till och med jagar de stora fågelspindlarna.

## Arter (urval)
Nedan följer ett antal av de sextiotal arter som förekommer i Sverige .
Underfamilj Ceropalinae
- Större snyltvägstekel (Ceropales maculata)
- Mindre snyltvägstekel (Ceropales variegata)

Underfamilj Pepsinae
- Svart murarvägstekel (Auplopus carbonarius)
- Skimmervägstekel (Caliadurgus fasciatellus)
- Brokig sorgvägstekel (Cryptocheilus fabricii)
- Aspvägstekel (Dipogon variegatus)
- Större stigstekel (Priocnemis perturbator)

Underfamilj Pompilinae
- Bergvägstekel (Agenioideus cinctellus)
- Vargvägstekel (Anoplius viaticus)
- Taggvägstekel (Aporinellus sexmaculatus)
- Åsvägstekel (Arachnospila fumipennis)
- Nyckelvägstekel (Eoferreola rhombica)
- Strandriddarstekel (Episyron rufipes)
- Kamgökstekel (Evagetes pectinipes)
- Raggarvägstekel (Ferreola diffinis)
- Torpedvägstekel (Homonotus sanguinolentus)
- Blyvägstekel (Pompilus cinereus)